# Línea 584 (Quilmes)
La línea 584 es una línea de colectivos del área metropolitana de Buenos Aires. Une los partidos de Quilmes y Berazategui. Su cabecera se encuentra en la avenida Rigolleau (14) N° 469.

## Ramal único

### Quilmes – Ezpeleta – Barrio Obrero – Cruce Varela - Terminal MOQSA
Ida: Desde Montevideo y Camino Gral. Belgrano (Ruta Prov. 14) por Camino Gral. Belgrano, Los Andes, Mauriño, Montevideo, Viejo Bueno, Comandante Franco, Luis Maria Campos, Zapiola, Avenida Dardo Rocha, Avenida Lamadrid, Condarco, Avenida República del Líbano, Avenida Vicente López, R. López, Aristóbulo del Valle, Intendente Oliveri, Alberdi, Avenida Hipólito Yrigoyen, Alsina, Gaboto, Rivadavia, Avenida Hipólito Yrigoyen, Garibaldi, Alvear, Primera Junta, Avenida Mitre, Laguarda, Coronel Pringles, Salta, Río Desaguadero, La Guarda, Río Negro, Esquel, Río Salado, Santiago del Estero, Avenida Hipólito Yrigoyen, Esquel, Cuenca, Av. Florencio Varela, Avenida Calchaquí, Camino General Belgrano, Belgrano (Calle 13), Puerto Argentino (Calle 101), Boulevard Malvinas Argentinas (Avenida 14), Avenida Rigolleau (Avenida 14) hasta la altura 469, donde ingresa a la terminal de la empresa.
Regreso: Desde Avenida Rigolleau (Avenida 14) 469 por ésta, Camino Gral. Belgrano, Puerto Argentino (Calle 101), E. López (Calle 4 A), Avenida Calchaquí, Avenida F. Varela, Bomb. Cabo de Santis, Saavedra, Matienzo, Avenida San Martín, Cruce bajo nivel, Río Gallegos, Almirante Brown, Esquel, Río Negro, Laguarda, Río Desaguadero, Salta, Coronel Pringles, Laguarda, Avenida Mitre, Alsina, Avenida Hipólito Yrigoyen, Saavedra, Cruce bajo nivel, San Luis, Gran Canaria, R. López, Avenida V. López, República del Líbano, Condarco, Avenida Lamadrid, Avenida Dardo Rocha, Zapiola, General Smith, Montevideo, Mauriño, Los Andes, Camino General Belgrano hasta Montevideo.

## Recorrido
A continuación, se muestra un esquema general de las calles y lugares por donde transita esta línea de colectivo, junto con la línea 372, que pertenece a la misma empresa (MOQSA).